# Hannover (slægt)
 For alternative betydninger, se Hannover (flertydig). (Se også artikler, som begynder med Hannover)
Hannover er en jødisk slægt, som indvandrede til København 1807 med Moses Abraham Hannover (1790-1834) fra Altona, hvor hans forfædre havde været bosat fra midten af det 17. århundrede. M.A. Hannover kom i handelslære hos Jacob Salomon Meyer og etablerede sig efter fem års læretid sammen med M.L. Nathansons broder Nathan Nathanson, støttet af førstnævnte, under firmaet Hannover & Nathanson. For at opnå grossererborgerskab måtte han 1813 indbetale 600 Rdl. i rede sølv til Det kgl. Zahlkammer. Sammen med hofråd D.A. Meyer indrettede han under en hattemagermesters ledelse en hattefabrik i Borgergade, hvis frembringelser ogsaa fandt afsætning i udlandet. Hovedvirksomheden var dog vekselerforretningen.
Blandt hans sønner var læge Adolph Hannover (1814-1894) og bibliotekar Jacob Hannover (1817-1891).
Adolph Hannover var fader til bogtrykker Martin Adolph Hannover (1859-1930), som har gjort sig fortjent ved at udarbejde og udgive familiens slægtebog, og hvis datter Margit Aase Hannover (1889-1976) var gift med højesteretssagfører Christian Christensen Heilesen (1886-1943);
Adolph Hannover var endvidere far til polytekniker, rektor for polyteknisk læreanstalt Harald Immanuel Hannover (1861-1937) gift med Laura Michaelsen (1871 - 1959) De havde sønnerne Åge Hannover (1894-1977), ingeniør Poul Hannover (1897-1988), direktør Knud Hannover (1901-1983) og direktør Hans Hannover (1904-1975),
Harald Immanuel Hannover var bror til til kunsthistoriker Emil Hannover (1864-1923) samt Fanny Hannover (1863-1933), der var gift med varemægler Just Egmont Cohen (1858-1919), og hvis datter Adda Hannover Cohen (1888-1967) var gift med rigsarkivar Axel Steffensen Linvald (1886-1965).